# Интернет у Хрватској
Интернет у Хрватској постигнут је у новембру 1992. када је почела са радом прва међународна веза која повезује Загреб и Беч.
До 2022. 77% становништва, укључујући 97% младих између 16 и 24 године, редовно користи интернет, углавном за вести, видео позиве и забаву, што је у складу са просецима ЕУ. Хрватска се налази на 14. месту међу земљама ЕУ по интеграцији дигиталне технологије, при чему је приметно усвајање напредних технологија у предузећима: 35% користи решења у облаку, 43% примењује е-фактуре, а 9% примењује ВИ решења. Упркос овом напретку и завршеној додели 5Г спектра 2021., Хрватска је рангирана у Индексу дигиталне економије и друштва за 2022. на 21. месту од 27 држава чланица ЕУ. 

## Статистика
- Домен највишег нивоа : .hr, којим администрира Хрватска академска и истраживачка мрежа (CARNET). [2]
- Корисници интернета:
  - 3,17 милиона корисника (2016). [3]
  - 2,8 милиона корисника, 80. у свету; 63,0% становништва, 59. у свету (2012); [4] [5]
  - 2,2 милиона корисника (2009). [2]
  - 1,7 милиона корисника Фејсбука (2016). [3]
  - 769.317 домаћинстава (50,6%; 2011) [6]
- Фиксни широкопојасни приступ: 909.090 претплата, 58. у свету; 20,3% становништва, 48. у свету (2012). [4] [7]
- Бежични широкопојасни приступ: 2,3 милиона претплатника, 60. у свету; 52,3% становништва, 26. у свету (2012). [8]
- Интернет хостови: 729.420 хостова, 50. у свету (2012). [2]
- Укупан обим интернет саобраћаја: 160 петабајта (2. квартал 2016.) [9]

## Историја
Шаблон:Internet in EuropeПрва међународна интернет веза успостављена је 17. новембра 1992. између CARNET-а у Загребу и Универзитета у Бечу, брзином од 64 kbps, и пропусним опсегом од 9600 bit/s. 
Домен .hr је први пут регистрован у марту 1993. 

## Технологије и услуге

### Фиксни широкопојасни приступ
Хрватска је 2021. показала значајан напредак у својој фиксној широкопојасној инфраструктури. Укупна стопа коришћења фиксног широкопојасног приступа порасла је на 75%, иако је и даље нешто испод просека ЕУ од 78%. Међутим, постоји простор за побољшање у усвајању брзог фиксног широкопојасног приступа, при чему је само 16% домаћинстава претплаћено на услуге од најмање 100 Mbps, што је знатно ниже од просека ЕУ од 41%. Покривеност хрватске фиксне мреже веома великог капацитета (VHCN) достигла је 52%, иако је још увек испод просека ЕУ од 70%. Покривеност мреже путем оптичких каблова (FTTP) такође се повећала на 39%, иако је и даље испод просека ЕУ од 50%.  

### Мобилни широкопојасни приступ
Хрватска је направила значајан напредак у мобилном широкопојасном приступу, са стопом кориштења мобилног широкопојасног приступа од 81% током 2021., нешто испод просека ЕУ од 87%. Земља активно ради на постизању гигабитног циља до 2025., ширећи покривеност 5Г бежичном широкопојасном мрежом у урбаним подручјима и главним транспортним рутама. Велики мобилни оператери су стекли спектар са обавезама покривености, са циљем да до 2025. добију широку покривеност на аутопутевима, железницама и урбаним подручјима, и 50% покривености у руралним подручјима до 2027. 
Мобилни широкопојасни приступ интернету нуде три национална концесиона ГСМ оператера:
- T-Mobile Хрватска,
- VIPnet (партнер Водафона), и
- Tele2 Хрватска.

Постоје и припејд и постпејд планови. Сва три провајдера сарађују са CARNET-ом како би омогућили попуст за кориснике у академској и образовној заједници - поређани по стажу носе називе Mobile CARNET/VipmeCARNET (VIPnet), Tele2CARNET (Tele2 Croatia), Stick2CARNET (T-Mobile HR).
Није обавезно регистровати било какве личне податке приликом куповине припејд плана (заједно са УСБ-ом за мобилни модем), тако да их сваки страни држављанин може добити и за коришћење у земљи.
ГСМ покривеност је веома добра, док је покривеност Еџ-а и УМТС-а прилично ретка, а коришћење за веће брзине могуће је само на одређеним, углавном урбаним локацијама и на подручју Јадранског мора.

### Дигитална претплатничка линија (ДСЛ)
У Хрватској је АДСЛ 2000. увео немачки оператер T-Com, некадашњи ХТ (Хрватски телеком). ДСЛ је најчешћи облик широкопојасног приступа. Планови засновани на паушалној тарифи се најчешће користе у комбинацији са ДСЛ-ом. Постоје компаније које нуде АДСЛ2+ приступ Интернету и Triple play. Очекивало се да ће локалне петље бити раздвојене након септембра 2006. АДСЛ и фиксни телефони користе исту кабловску инсталацију у већини делова земље, на неким локацијама квалитет линије није довољно добар да подржи стабилну АДСЛ везу, а на неким локацијама није инсталиран телефонски прекидач који подржава АДСЛ.
Листа ДСЛ провајдера у Хрватској је:
- Хрватски телеком (у власништву Deutsche Telekom-а)
- Iskon Internet (у власништву ХТ-а)
- Vipnet d.o.o. (у власништву  Vip Telekom Austria Group)
- Optima Telekom d.d
- Transintercom d.o.o.
- Magic Telekom d.o.o.
- H1 Telekom d.d.

### Кабловски интернет
Кабловски интернет је доступан, али није толико распрострањен као АДСЛ. У Хрватској постоји један кабловски интернет провајдер, Vipnet d.o.o, такође са TriplePlay понудом.

### Национална истраживачка и образовна мрежа
CARNET је национална истраживачка и образовна мрежа и значајан интернет провајдер за бројне крајње кориснике у академској и образовној заједници у Хрватској.

### Дајал-ап интернет
Дајал-ап интернет у Хрватској је и даље у функцији, углавном у руралним подручјима. Ово је због високе стопе пенетрације фиксних телефона широм земље. Постоји неколико провајдера који такође нуде овај прилично стар начин повезивања:
- T-Com Croatia
- Iskon Internet
- VIPnet
- Optima Telekom
- Globalnet
- Постоје и неки мањи дајал-ап провајдери.

### Бежичне ЛАН приступне тачке
Неке бежичне ЛАН приступне тачке постоје у интернет кафеима и неким градовима.
Такође постоје многе ВЛАН локалне-градске мреже вођене волонтерима, на пример:
- DJWireless (Ђаково),
- OSWirless (Осијек),
- TENG (Нова Градишка), и
- неки други.

Обично опслужују мали број локалних корисника. VIPnet и Iskon Internet управљају неким хотспотовима комерцијално.

### Сателитски интернет
У прошлости је постојало неколико препродаваца једносмерних сателитских интернет услуга, који су углавном престали да постоје доласком повећане покривености АДСЛ-ом и смањеним интересовањем за услугу. Постоји најмање један продавац двосмерне сателитске интернет услуге. Међутим, овај начин приступа Интернету није економски исплатив, осим у неколико веома удаљених подручја. Потребна опрема није субвенционисана, за разлику од АДСЛ и ФТТХ пробне опреме.
Када се Хрватска придружила Европској унији 2013., то је постало саставни део дневног реда за затварање дигиталног јаза. Према званичним подацима, покривеност сателитским интернетом на крају 2013. износила је 94%.

### Комерцијална влакна
У Хрватској постоје различити добављачи комерцијалних влакана. Неки од њих:
- Omonia [12]

## Интернет цензура и надзор
Не постоји профил OpenNet Initiative за Хрватску, али је приказан као мало или нимало доказа о Интернет филтрирању у свим областима (политичким, друштвеним, конфликтним/сигурносним и интернетским алатима) на ONI глобалним мапама Интернет филтрирања.
Устав и закон генерално предвиђају слободу говора и штампе; међутим, растући економски притисци наводе новинаре на самоцензуру. Говор мржње на интернету кажњив је затвором од шест месеци до три године, а клевета је кривично дело, али се закон не примењује, а друштвени медији, форуми и одељак за коментаре читалаца на порталима вести су пуни говора мржње усмереног према етничким мањинама и припадницима LGBTQ заједнице. Не постоје владина ограничења у погледу приступа Интернету или извештаја да влада надгледа е-пошту или собе за ћаскање. Генерално, појединци и групе се баве мирним изражавањем ставова путем Интернета, укључујући и е-пошту. Приступ интернету је широко доступан и користе га грађани широм земље.